# Shannonomyia (Shannonomyia) nebrioptera
Shannonomyia (Shannonomyia) nebrioptera is een tweevleugelige uit de familie steltmuggen (Limoniidae). De soort komt voor in het Neotropisch gebied.